# Удомельский краеведческий музей
Удомельский краеведческий музей — музей, посвящённый быту и жизни, военным событиям и художественной деятельности Удомельского края.
С 1987 года он становится филиалом Тверского государственного объединённого музея.

## История
В 1977 году в городе Удомля был организован народный Удомельский музей.
В комнате площадью 32 м² в Доме культуры была открыта первая выставка «Крестьянский быт». Первым экскурсоводом стал И.Д. Шутилов. В создании музея принимали участие краеведы П.Ф. Прокофьев, В.К. Сабина, руководители администрации района Н.В. Маркалёва, А.И. Морокова, П.П. Кротов. Современная деятельность музея представлена выставочной работой, литературными вечерами, краеведческими чтениями, помощью школьным музеям.

## Экспозиции
В мае 2002 г. в музее открылась новая экспозиция. В нём собраны материалы по истории и культуре Удомельского края. О прошлом края рассказывают уникальные археологические материалы: орудия труда и оружие, предметы быта из кремня и камня, бронзы и железа, которые относятся ко времени первого заселения этой территории человеком вплоть до развитого средневековья.
Отраженная в экспозиции история края с XV по начало XX вв. содержит документальный, фотографический и вещевой материал. Это новгородские пулы (медные монеты XV в.), фрагмент из писцовой книги Бежецкой пятины, протазан (оружие времен Ивана Грозного), чугунная пушка и ядра XVIII — начала XIX вв., крестьянская утварь и орудия труда, изделия ремесленников, бытовые дворянские вещи из удомельских усадеб начала XX в., музыкальные инструменты и книги.
Важной страницей в истории Удомельского края стало строительство Калининской атомной электростанции в 1986 г. и рождения города энергетиков. Атомной станции, а также с проблемам экологии, связанным с эксплуатацией КАЭС посвящен специальный стенд в музее.
В музее представлены многие материалы об уроженцах Удомельского края: М.В. Храповицком — человеке, впервые в истории России отпустившем на волю своих крепостных крестьян задолго до отмены крепостного права, первый Удомельский поэт и брат Александра Васильевича Храповицкого, который с 1783 г. являлся статс-секретарем императрицы Екатерины II; А.А. Аракчееве — военном министре при императоре Александре I.
Часть экспозиции музея рассказывает о путешественнике, исследователе Центральной Азии В.И. Роборовском, а также об известном дворянском роде Колокольцовых.
Значительная часть экспозиции посвящена известным творческим людям, таким как: А.Г. Венецианов, Г. Сорока, И.И. Левитан, А.В. Моравов, В.К. Быляницкий-Бируля, А.П. Чехов, В.В. Андреев.
В 2021 году в музее открылась выставка «Этот день мы приближали, как могли».

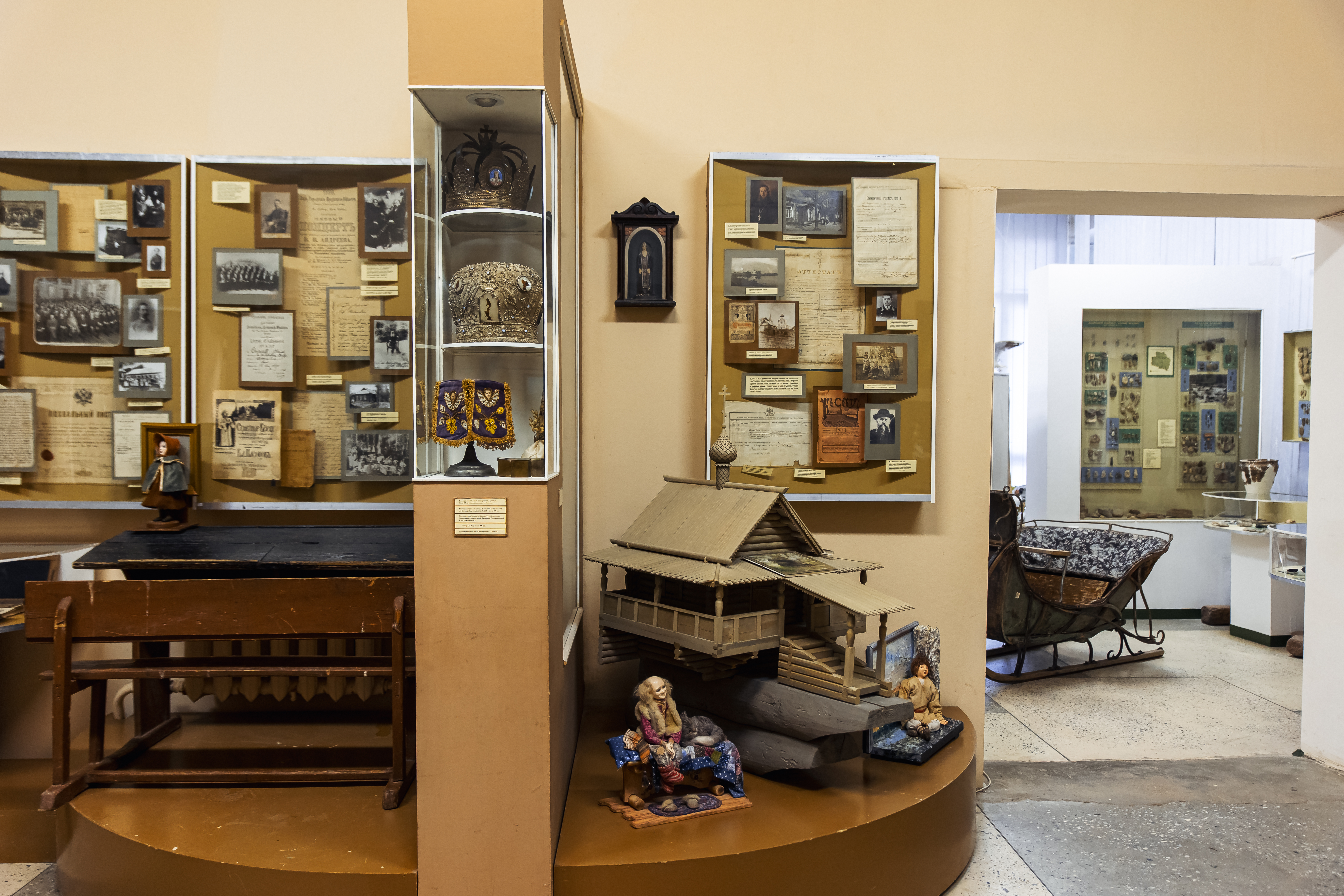
Экспозиция Удомельского краеведческого музея

На выставке представлены материалы, рассказывающие об Удомельском крае в предвоенные годы и в годы Великой Отечественной войны: о земляках, воевавших на фронтах, в партизанских отрядах, трудившихся в тылу, отдавая все силы для нашей Победы. Отдельный рассказ о госпиталях, которых в районе было 12, о детских домах, где нашли тепло и заботу дети-сироты, и дети-инвалиды, пострадавшие от зверств гитлеровцев.

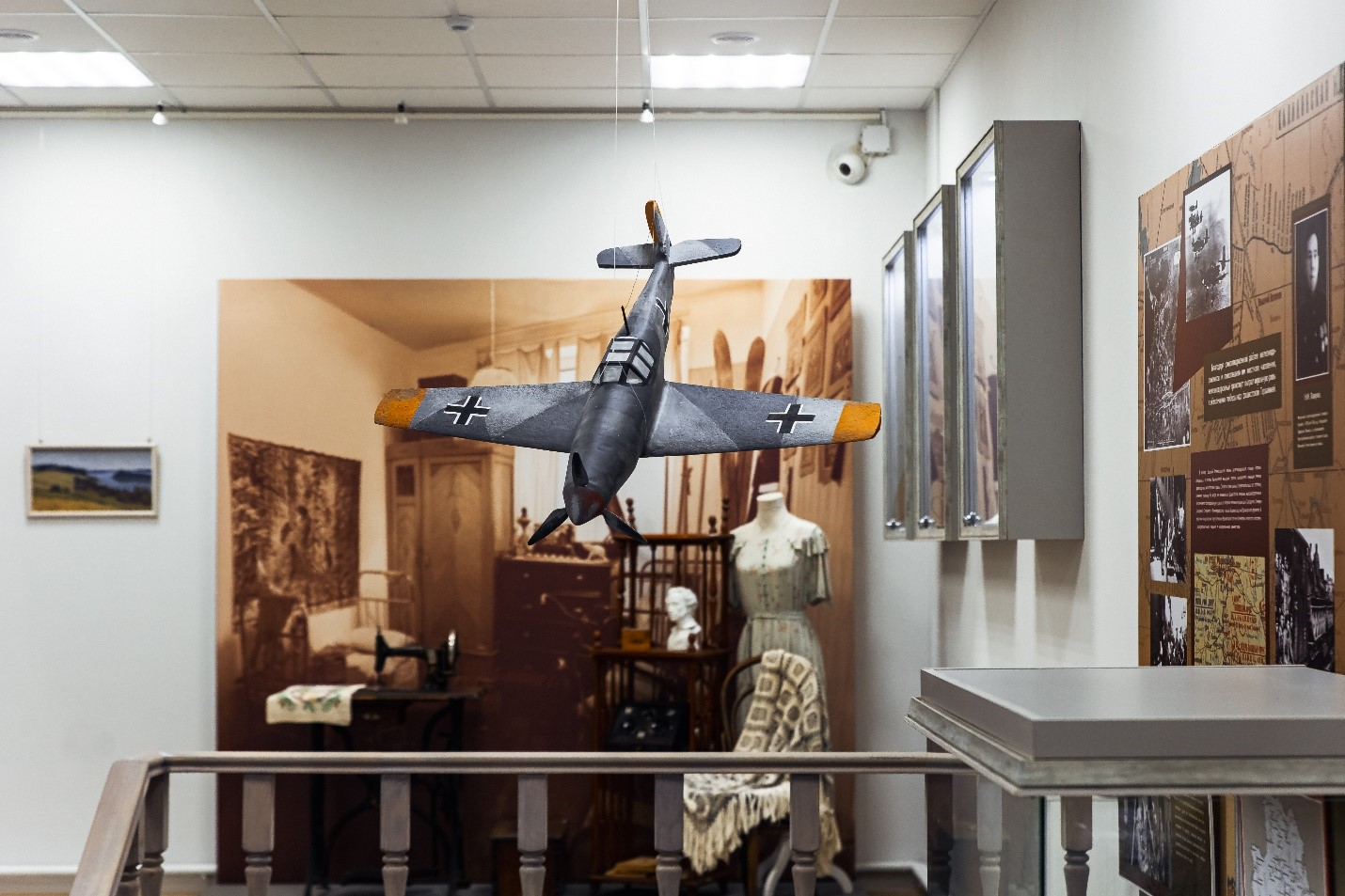
Зал Удомельского краеведческого музея

## Литература

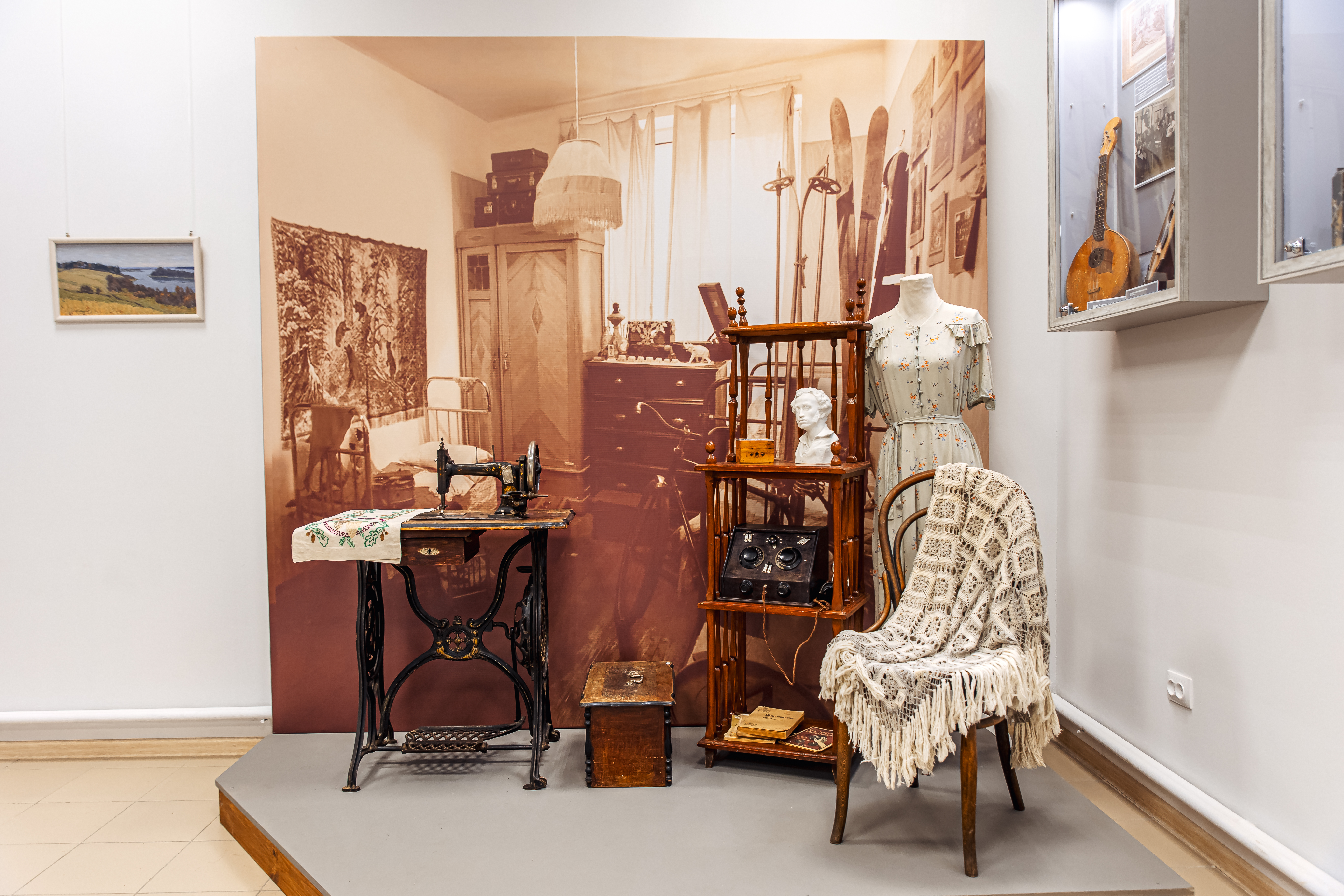
Фрагмент экспозиции Удомельского краеведческого музея